# بشیک‌لی (کاهتا)
بشیک‌لی {{ترکی|Beşikli) 
(به زازاکی: Kefri) یک منطقهٔ مسکونی در ترکیه است که در کاهتا واقع شده‌است.